# Драгица Гръбич
Драгица Гръбич (на сръбски: Драгица Грбић) е сръбска поетеса и писателка от Република Сръбска, Босна и Херцеговина.

## Биография и творчество
Драгица Гръбич – Драга е родена на 6 април 1946 г. в Сараево, Босна и Херцеговина, Югославия. Завършва начално училище, гимназия и Висше педагогическо училище в Сараево. До 1992 г. е учителка по сръбски език и литература в Сараево и Завидовичи.
Пише поезия, разкази и афоризми. Публикува шест книги, от които пет стихосбирки и един сборник с разкази. Първата ѝ книга, стихосбирката „Јастук од босиљка“ (Възглавница от босилек) е издадена през 2004 г.
Участва със свои творби в няколко антологии, алманах и в многобройни сборници в Република Сръбска, Сърбия и чужбина, във вестници и списания. Някои стихове са преведени на български, английски и руски.
Тя е член на няколко литературни клуба в Република Сръбска и Сърбия.
Удостоена е с многобройни литературни награди и признания, включително наградата „Императрица Теодора“. През 2017 г. за разказа си „Na ćupriji“ получава „Специалната награда за красива поезия“ на четвъртото международно събитие „Момини дни“, организирано от литературния клуб „Мала птица“, към Националната библиотека „Мома Димич“ от Белград.
Драгица Гръбич живее със семейството си във Вишеград.

## Произведения
- Јастук од босиљка (2004)
- Сањалица, (2006)
- Срећица (2008)
- Пјевање са Дрине (2008)
- Пјесници у ђачком колу (2009)
- „Posljednja bosanska kraljica“ в сборника „Bosanska kraljica Katarina“ (2011) – поема
- Priče iz lijevog džepa (2017) – разкази